# Mühlemuseum Brüglingen

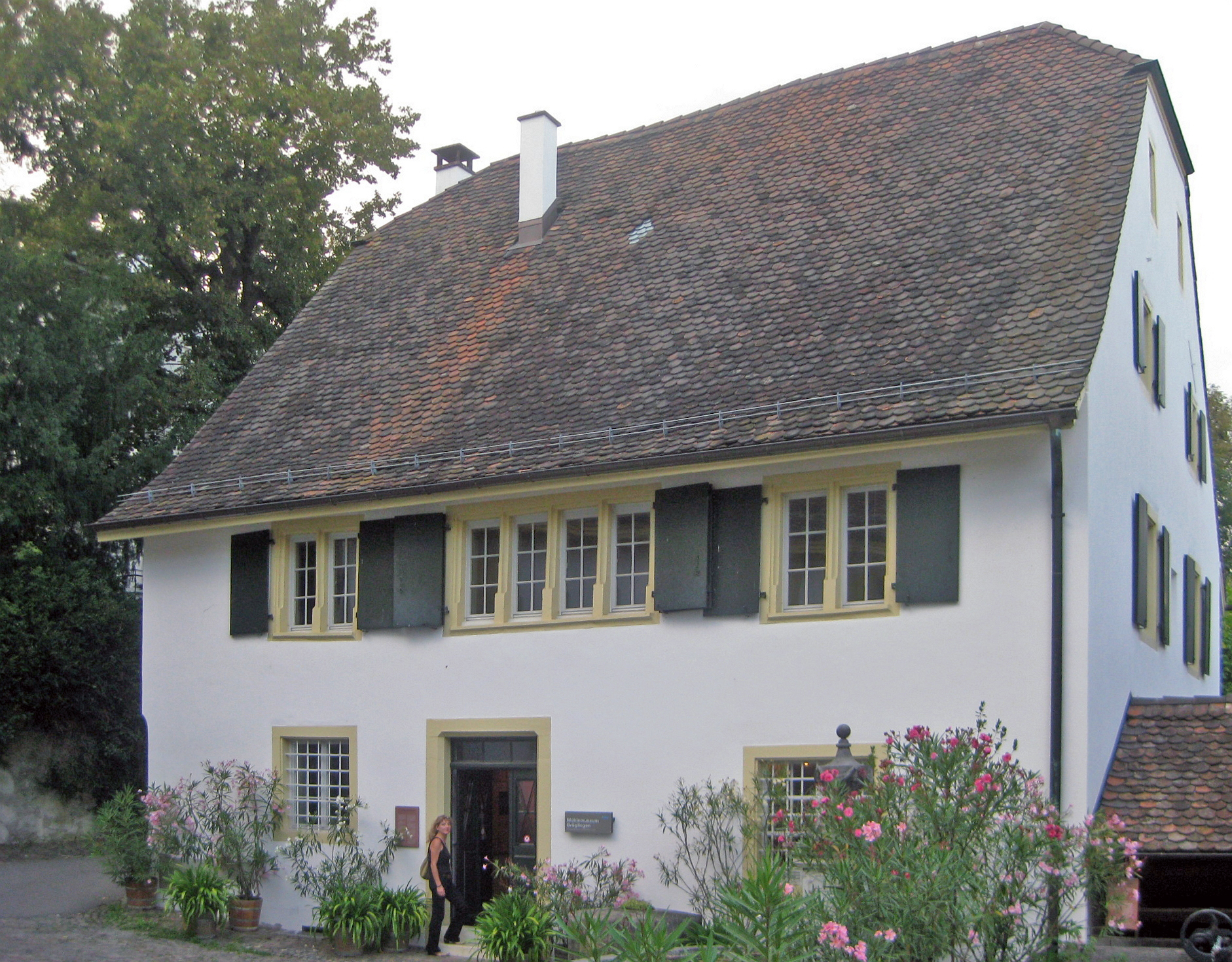
Mühlemuseum Brüglingen, in Münchenstein, Eingang

Das Mühlemuseum Brüglingen steht in der Brüglinger Ebene im Ortsteil Neue Welt von Münchenstein (im Gebiet Birseck), Basel-Landschaft, in der Schweiz.

## Lage

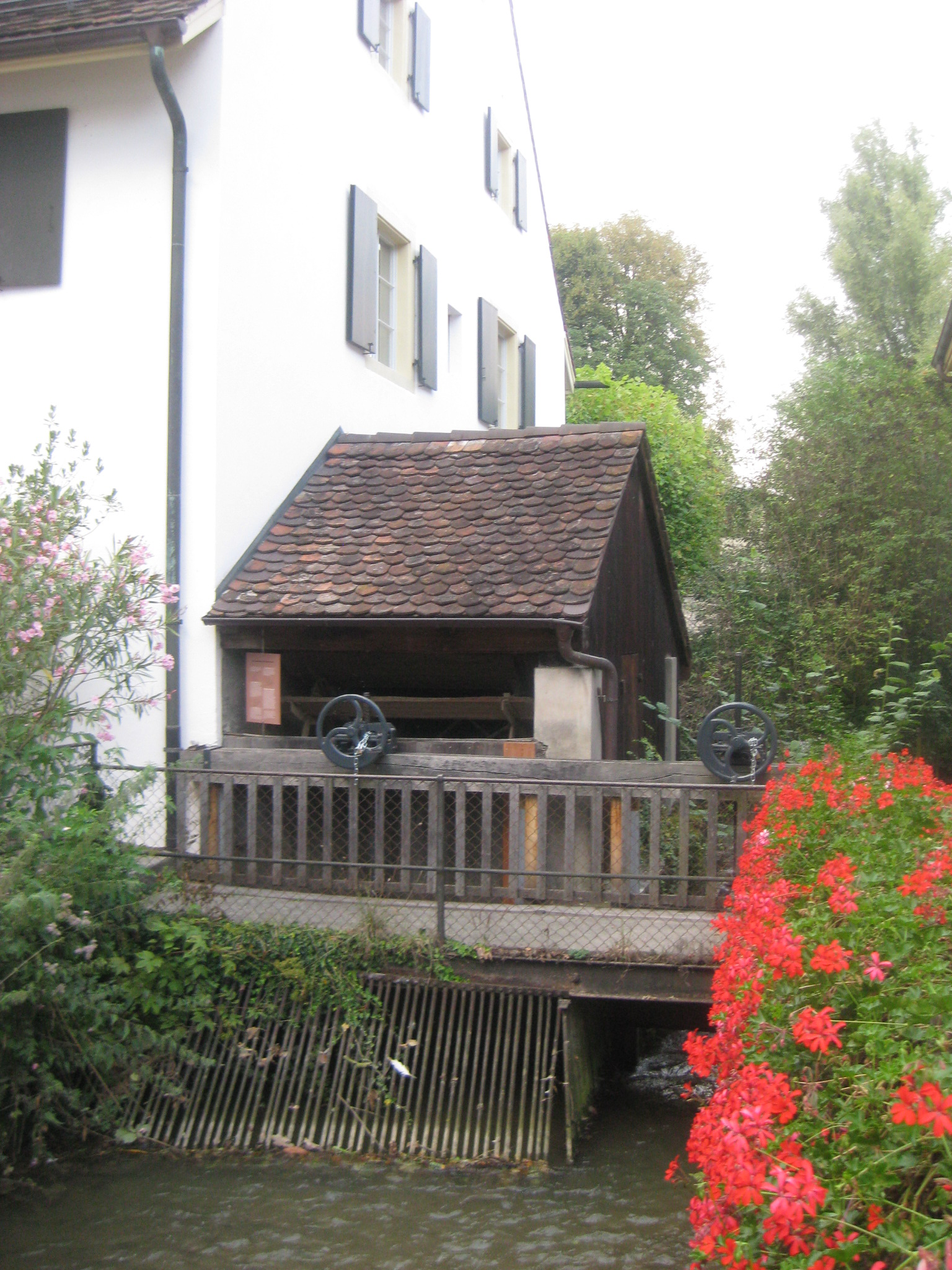
Mühlemuseum Brüglingen, Radhaus mit Wasserrad

Das Mühlemuseum befindet sich in der ehemaligen Getreidemühle des Brüglingerhofs. Es steht im Zentrum der Merian Gärten, direkt gegenüber der Villa Merian, die heute das Café Merian beherbergt. Die Museumsmühle ist ab dem Haupteingang zum Park im Grünen (ehemalige Grün 80) in wenigen Gehminuten zu erreichen. Folgen sie dem linken Auslauf des St. Alban-Sees. Dieser versorgt noch heute das Mühlrad mit dem benötigten Wasser. Der Fussweg ist beschildert.

## Geschichte
Im 12. Jahrhundert liess das Baseler Kloster St. Alban den Kanal St. Alban-Teich erstellen. Dieser wurde ursprünglich bei St. Jakob an der Birs von einem um 1100 noch bestehenden Seitenarm der Birs abgenommen. Es sollten Getreidemühlen betrieben werden. Daraufhin erstellten am Kanal viele Handwerker Mühlen. Über den Wasserkanal konnten Wasserräder angetrieben werden, die die benötigte Energie für allerlei Gerätschaften in die Gebäude übertragen konnten.
Die Mühle (das heutige Mühlemuseum) wird erstmals 1259 erwähnt. Sie gehörte dem Domstift Basel und wurde bis in das 16. Jahrhundert von einem Pächter betrieben, der damit das Müllerei-Monopol für die Domstift-Höfe hatte. Die Mühle wurde über den St. Alban-Teich mit Wasser der Birs versorgt. Durch Umweltbedingte unterschiedliche Wasserstände der Birs, einerseits durch Hochwasser oder andererseits durch Wassermangel, war die Mühle immer wieder in ihrer Existenz gefährdet.
Während des 16. Jahrhunderts erfolgte der Bau des heutigen Mühlengebäudes. Nach einem Umbau im Jahr 1777 wurde es von den jeweiligen Müllern bewohnt.
Christoph Merian übernahm im Jahr 1824 den Gutsbetrieb und die Mühle. Die Christoph Merian Stiftung baute sie im Jahr 1892 zu einer modernen Getreidemühle um. Dadurch konnten Fremdaufträge angenommen werden. Im Laufe des Jahres 1925 wurde die Bearbeitung von Kundenaufträgen wieder eingestellt. Bis in die 1950er-Jahre diente die Mühle nur noch als Futtermittelmühle für den Gutsbetrieb. 
Im Jahre 1966 wurde die Mühle zu einem Museum umgebaut. Die seit dieser Zeit bestehende Ausstellung wurde im Jahr 2002 neu konzipiert. Sie erzählt die Geschichte der Mühle und das Hand- und Tagwerk der Müllersleute von der Bronzezeit bis ins 20. Jahrhundert. Die Mühle ist voll funktionsfähig, so dass der Ablauf vom durch Wasserkraft angetriebenen Wasserrad, über das Triebwerk, bis zum rotierenden Mühlstein gezeigt werden kann. Weiterhin ist die Geschichte über die ehemalige Aktienmühle Basel, die Ende 2003 ihre Produktion einstellen musste, in einer interaktiven Dokumentation zu erfahren.

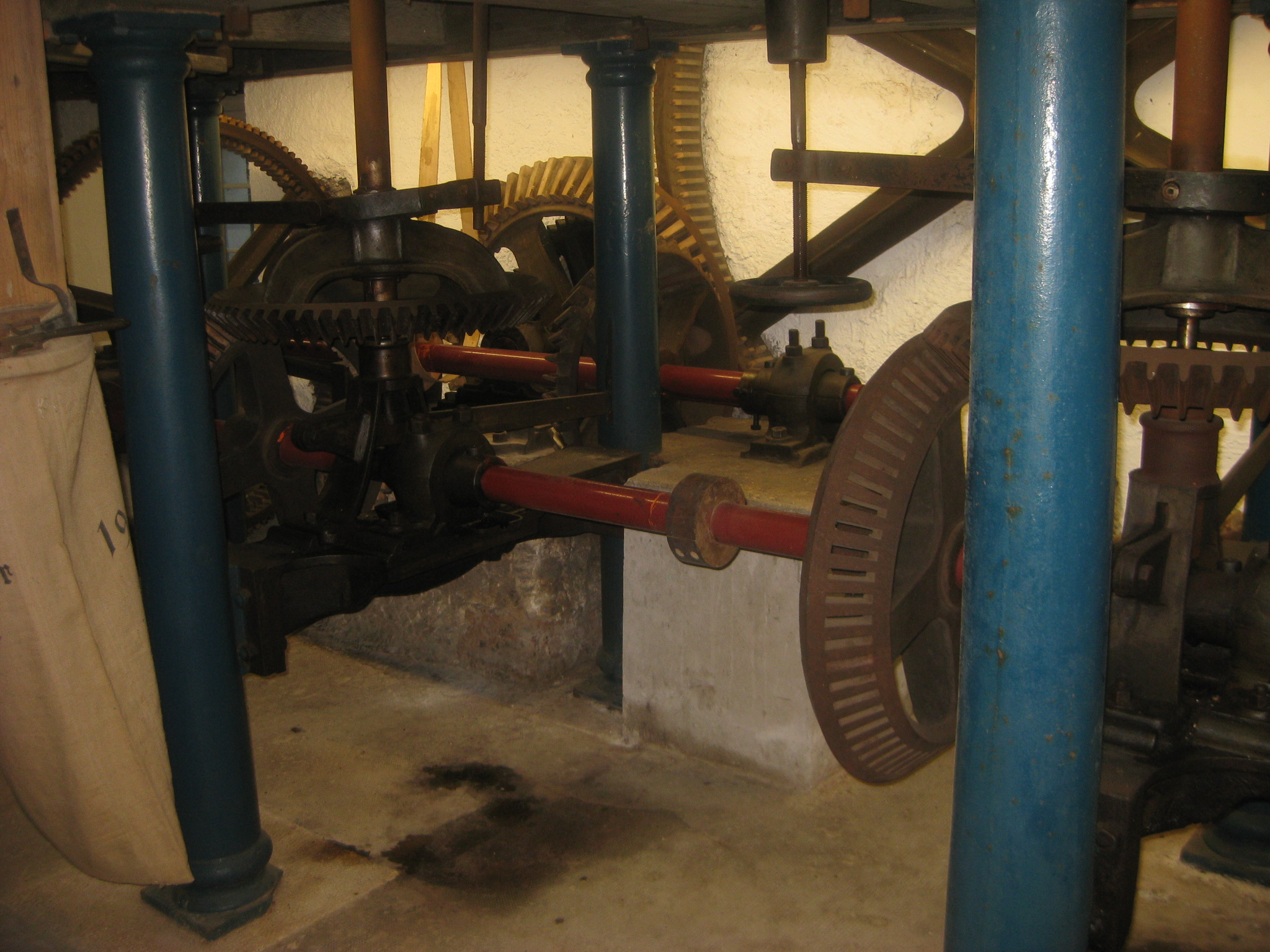
Noch funktionierendes Triebwerk
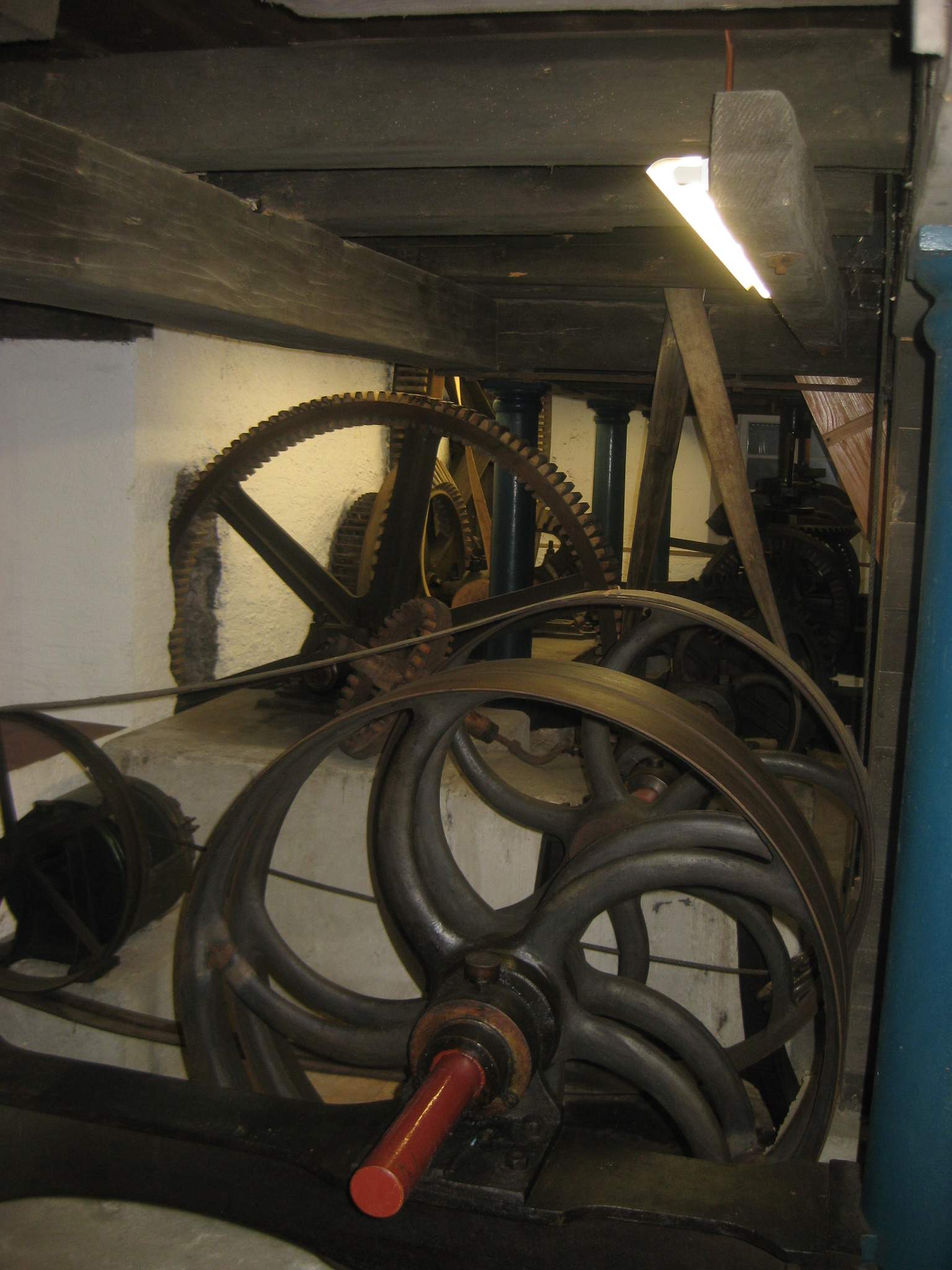
Triebwerk
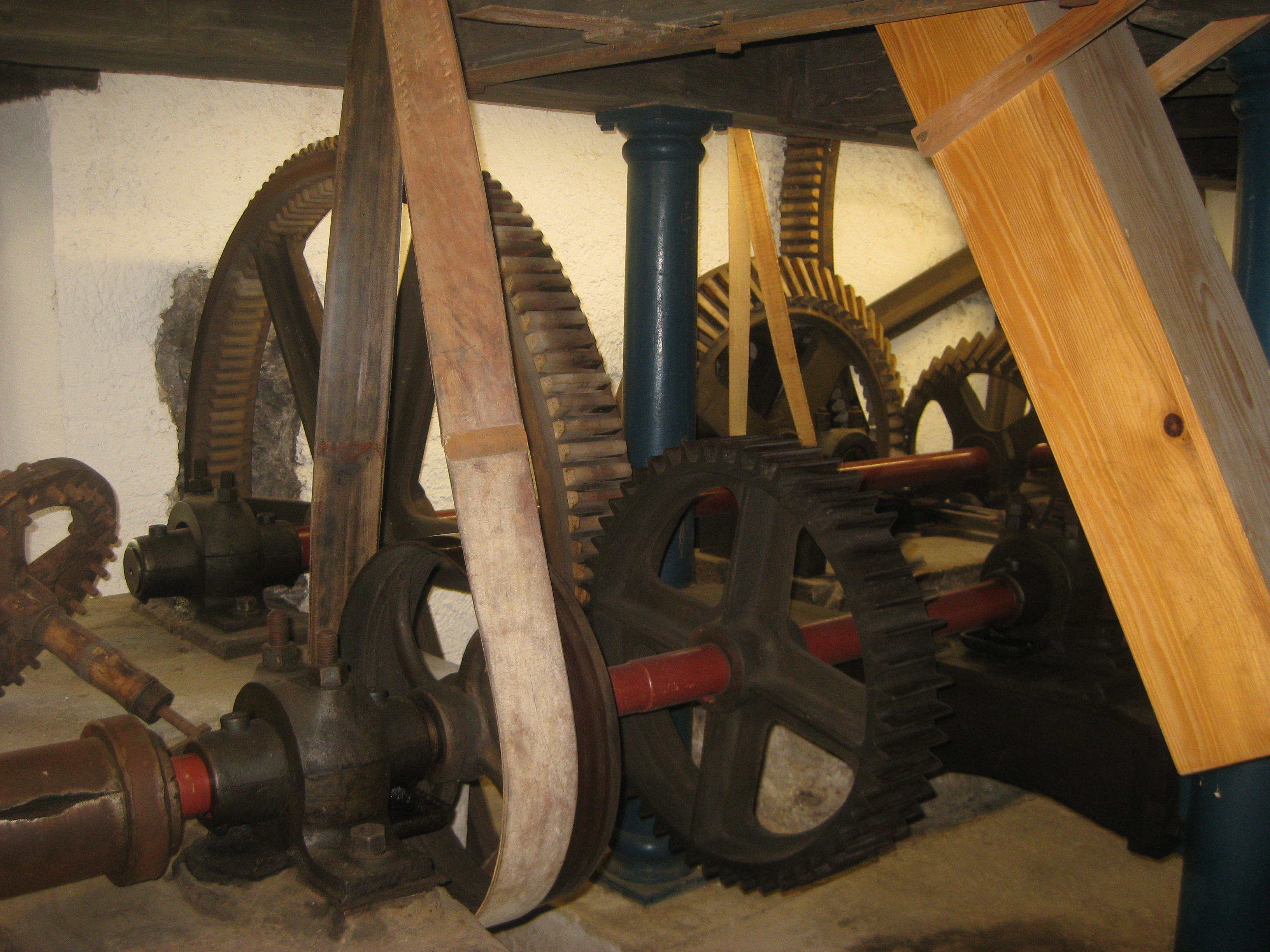
Triebwerk
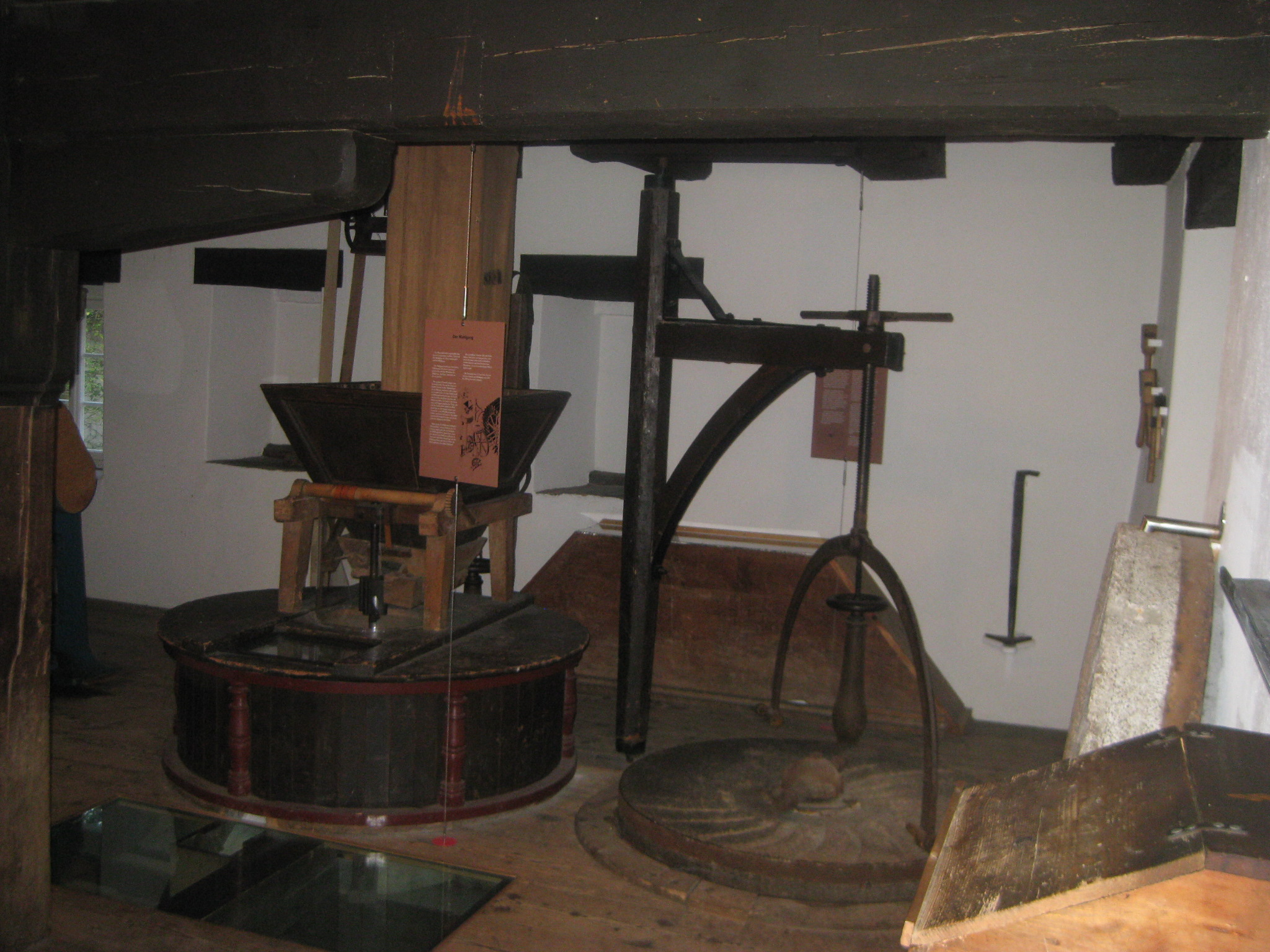
Ausstellung
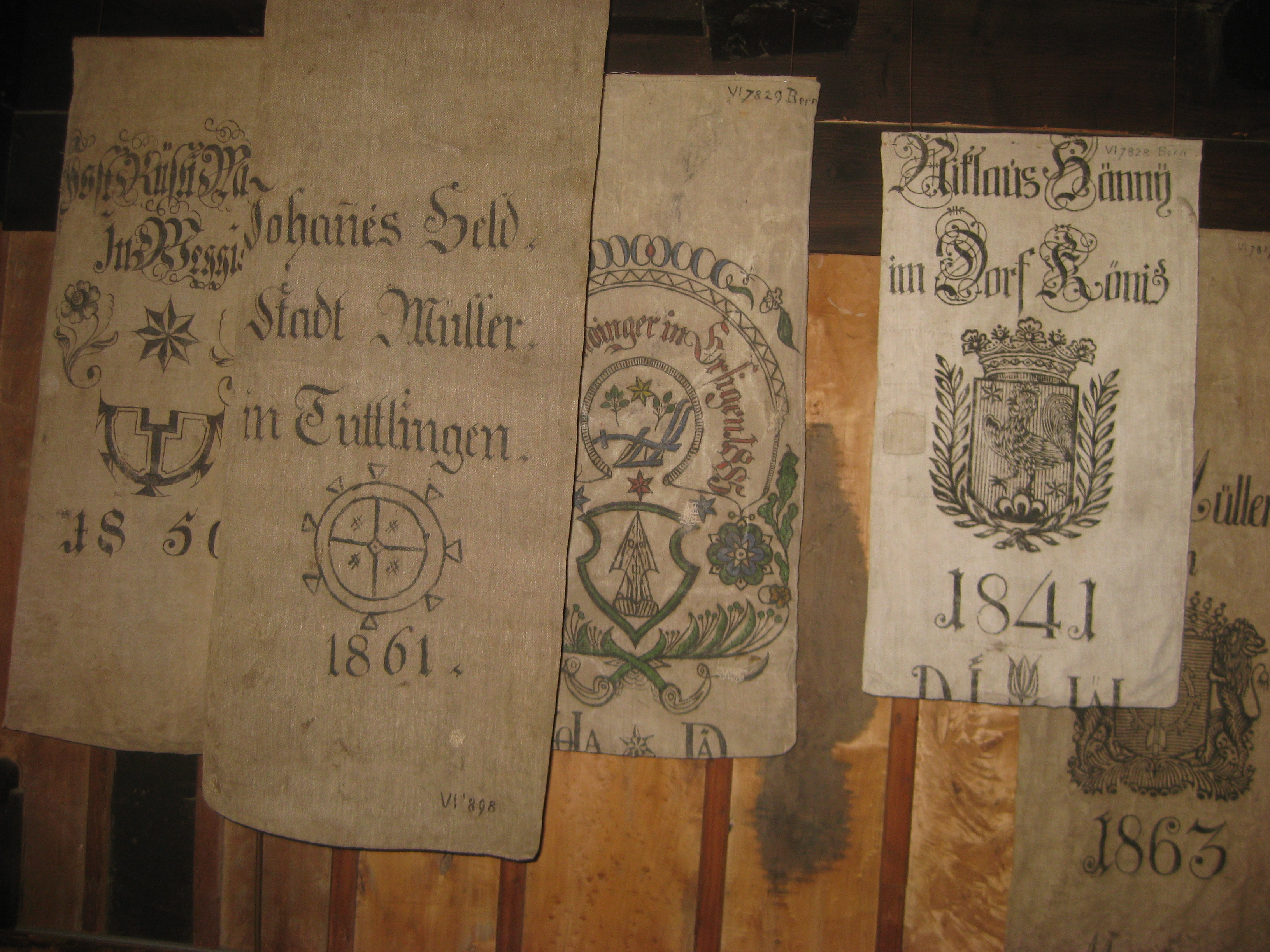
Alte Mehlsäcke, datiert vom 19. Jahrhundert